# دامیر
دامیر، روستایی از توابع بخش رودپی شهرستان ساری در استان مازندران ایران است.

## جمعیت
این روستا در دهستان رودپی غربی قرار داشته و براساس آخرین سرشماری مرکز آمار ایران که در سال ۱۳۸۵ صورت گرفته، جمعیت آن ۹۷۲نفر (۲۶۰خانوار) بوده‌است.